# More veneto
More veneto (в пер. с лат. — «согласно обычаям Венеции») — особый тип календаря, использовавшийся в Венецианской Республике в результате задержки с принятием григорианского календаря. Согласно Венецианскому календарю, Новый год приходится на 1 марта.

## История календаря
Начало нового года в More veneto приходится на 1 марта. Хотя григорианский календарь, созданный в 1582 году, был известен на территории Венеции, он так и не вошел в официальное употребление. Более того, More veneto продолжал использоваться вплоть до падения Венецианской республики в 1797 году.

## Даты в More veneto
С целью избежать недоразумений, даты в документах сопровождались латинским указанием «more veneto», то есть «согласно обычаям Венеции»: таким образом, например, дата 14 февраля 1702 года more veneto соответствовала 14 февраля 1703 года по григорианскому календарю, поскольку 1703 год начинался в Венеции только со следующего месяца. 

## Празднование Нового года
Новый Год являлся в Венецианской Республике официальным праздником. Традиция отмечать Новый Год в соответствии с началом весны и естественным пробуждением природы было широко распространенной практикой и встречалось также в других календарях, например, в римском и китайском. В настоящее время празднование Нового Года 1 марта до сих пор сохранилось в некоторых районах предгорья Берика, плато Азиаго и в городах Тревизо, Падуано, Онаре и Бассанезе, где в честь праздника ежегодно проводятся различные фестивали и шоу, привлекающие множество туристов. Также популярностью среди путешественников пользуется новогодний мартовский фестиваль в провинции Виченца.